# Cytidia cristallifera
Cytidia cristallifera är en svampart som beskrevs av Boidin & Lanq. 1995. Cytidia cristallifera ingår i släktet Cytidia och familjen Corticiaceae.   Inga underarter finns listade i Catalogue of Life.